# Tarkwa
Tarkwa is een plaats in Ghana (regio Western). De plaats telt 30 631 inwoners (census 2000).

## Geboren
- Masahudu Alhassan (12 december 1992), voetballer
- John Atta Mills (1944-2012), president van Ghana